# Université d'État de médecine de Riazan

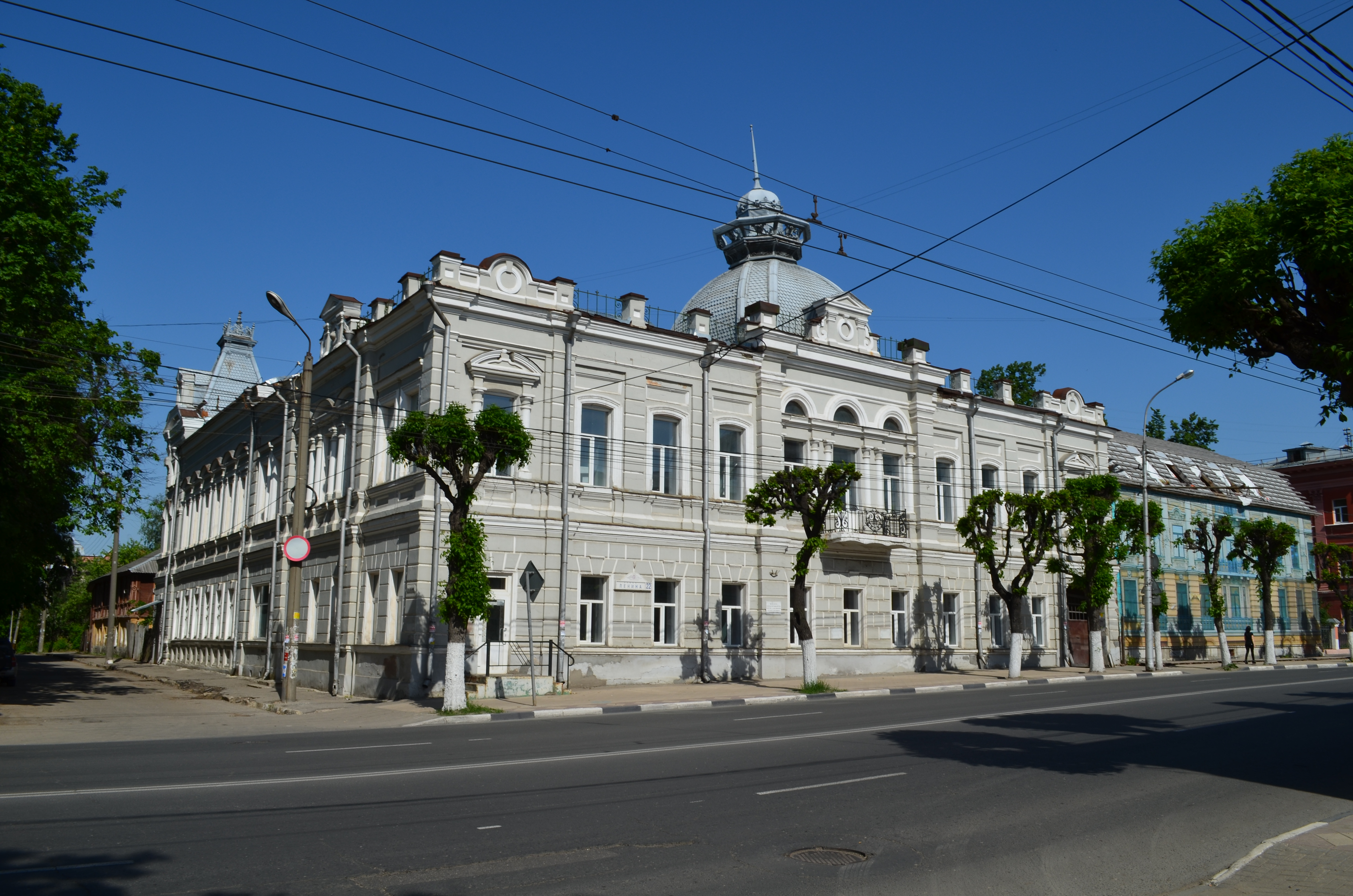
Bâtiment de microbiologie.

L'université d'État de médecine de Riazan Pavlov (Ряза́нский госуда́рственный медици́нский университе́т и́мени акаде́мика И. П. Па́влова) est un établissement d'enseignement supérieur spécialisé en médecine situé à Riazan en Russie. Cette université a été fondée en 1943 sous le nom d'institut de médecine de Moscou du ministère de la santé. En 1950, l'institut déménage à Riazan et devient l'institut de médecine de Riazan Pavlov, d'après l'académicien  
Ivan Pavlov. Il devient université en 1993.

## Histoire
Cette université est l'une des universités parmi les universités de médecine les plus importantes de Russie. La date de sa fondation est 1943, mais son histoire est antérieure car pendant l'hiver 1931-1932 l'on fonde sur la base des cliniques municipales de Moscou un établissement supérieur de médecine qui devient en 1935 le 3e institut de médecine de Moscou, tandis que sur la base de la clinique régionale de Moscou on fonde en février 1932 un établissement similaire, devenu en 1943 le 4e institut de médecine de Moscou.
Au début de la Grande Guerre patriotique, le 3e institut de médecine de Moscou est évacué à Ijevsk et le 4e institut de médecine de Moscou est évacué à Fergana en République socialiste soviétique d'Ouzbékistan.
En août 1943, les deux instituts retournent à Moscou et fusionnent en l'institut de Moscou du ministère de la santé de la RSFSR.
En 1949, le centenaire de l'académicien Ivan Pavlov est solennellement célébré à Riazan. En lien avec ces événements, la municipalité de Riazan décide d'immortaliser le nom de cet illustre académicien natif de Riazan. Par décision du gouvernement du 21 janvier 1950, l'institut médical de Moscou est transféré à Riazan, et par décret du Conseil des ministres de l'URSS du 10 juin 1950 n° 472 cet institut est renommé en institut de médecine de Riazan du nom de l'académicien I.P. Pavlov.
De nouvelles facultés ouvrent avec le temps : la faculté de santé et d'hygiène en 1962, la faculté de pharmacie en 1966, le département de propédeutique en 1971, de formation continue en 1984 réorganisé en faculté de formation post-diplôme, la faculté de stomatologie en 1991 et la faculté d'enseignement en langues étrangères (dont le français est une langue d'importance, ainsi la faculté de médecine, la faculté de stomatologie et la faculté de pharmacie dispensent un enseignement en français pendant cinq ans) en 1992. L'institut devient une université en 1993.
Aujourd'hui l'université de médecine de Riazan est l'une des plus importantes de Russie dans ce domaine. Elle enseigne à des étudiants étrangers provenant d'une cinquantaine de pays d'Europe, d'Asie et d'Afrique et de la Communauté des États indépendants.

## Recteurs
- Efim Nikiphorovitch Kovaliov (1950-1952)
- Lev Severianovitch Soutoulov (1952-1962)
- Anatoli Alexandrovitch Nikouline (1962-1984)
- Igor Nikolaïevitch Denissov (1984-1987)
- Evgueni Alexeïevitch Stroïev (1987-1999)
- Valentina Grigorievna Makarova (1999-2007)
- Dmitri Romanovitch Rakita (2008-2011)
- Roman Evguenievitch Kalinine (depuis 2011)

## Structure
- chancellerie
- service qualité et audit
- département développement et innovation
- service adjoints et conseillers du recteur
- Gestion pédagogique et méthodologique
- service informatique et télécommunications
- département scientifique
- département des études supérieures et doctorales
- laboratoire central de recherche
- département du travail éducatif
- département médical
- département de résidence clinique et d'internat
- centre d'aide à l'emploi des diplômés
- département de pratique
- centre de loisirs « Santé »
- département des ressources humaines
- comité syndical
- planification et gestion financière
- comptabilité
- département juridique
- département de la sécurité intégrée
- section administrative et économique
- vivarium
- jardin botanique

## Enseignement scientifique

### Systeme de formation
L'université d'État de médecine de Riazan Pavlov forme des diplômés selon des formes d'enseignement à temps plein, à temps partiel et à temps partiel par correspondance.
La base matérielle et technique de l'université comprend une vingtaine de bâtiments indépendants, dont une bibliothèque, une clinique dentaire de base, une pharmacie éducative et industrielle, un vivarium et un laboratoire central de recherche.
Les facultés suivantes font partie de l'université:
1. faculté de médecine
2. faculté de pédiatrie
3. faculté de médecine préventive
4. faculté de pharmacie
5. faculté de stomatologie
6. faculté de psychologie clinique
7. faculté de l'enseignement professionnel moyen et des études de premier cycle
8. faculté de formation professionnelle complémentaire
9. faculté d'enseignement des étudiants étrangers

### Système d'enseignement complémentaire et d'enseignement post-universitaire
L'université propose les types suivants de formation postuniversitaire et professionnelle complémentaire:
- spécialisation des personnes ayant une formation médicale et pharmaceutique supérieure;
- formation avancée aux cycles de perfectionnement général et thématique dans diverses spécialités médicales;
- préparation aux cycles de certification avec la réussite d'un examen de qualification et la délivrance d'un certificat de spécialiste ;
- stage clinique;
- formation du personnel scientifique et pédagogique dans les études post-universitaires et doctorales

## Travail scientifique
Pendant des décennies, les écoles de recherche de l'université médicale d'État de Riazan ont étudié activement un certain nombre de problèmes scientifiques importants, en particulier :
- étude des mécanismes moléculaires de la régulation endocrinienne des fonctions cellulaires en conditions normales et pathologiques
- étude de la pharmacologie biogénique de l'hypoxie et de l'utilisation des médecines naturelles en médecine
- amélioration des méthodes de diagnostic, de traitement et de prévention des maladies broncho-pulmonaires aiguës et chroniques
- développement du problème de désintoxication en chirurgie
- étude de l'organisation systémique de comportements complexes en conditions normales et stressantes chez l'homme et l'animal
- étude sur la morphogenèse des systèmes reproducteurs et vasculaires humains et l'influence des facteurs environnementaux sur l'organisme
- impact du champ magnétique dans le traitement des maladies chirurgicales, thérapeutiques, neurologiques, vasculaires.
- étude du problème de la pathologie vasculaire du cerveau et de la neurochirurgie stéréotoxique
- évaluation complète de l'état de santé des enfants pour la détection précoce de la prédisposition aux maladies et une thérapie efficace.

De nouvelles écoles scientifiques se développent : sur les fondements scientifiques de la médecine du travail, du bien-être écologique de la population et de l'environnement ; trouver de nouvelles façons de fabriquer des médicaments et de les analyser; nouvelles technologies dans l'enseignement médical moderne; problèmes linguistiques, méthodologiques et psychologiques de l'enseignement des langues étrangères et de la formation des traducteurs.
Le résultat du travail des écoles scientifiques est la soutenance de thèses de doctorat et de maîtrise, la publication de grandes monographies, manuels, ouvrages de référence, recueils d'articles scientifiques, obtention de brevets, tenue de forums scientifiques.
La reconnaissance des mérites des scientifiques de l'université a été la tenue sur sa base du congrès des chirurgiens de toute l'Union, de la conférence biochimique de toute l'Union, du congrès panrusse des phthisiologues, du IIIe congrès des rhumatologues russes, des conférences panrusses de Pavlov, des conférences républicaines avec participation internationale de la veille socio-hygiénique de la santé publique («Социально-гигиенический мониторинг здоровья населения») avec la publication d'une collection d'articles scientifiques, la Xe conférence panrusse à participation internationale « Apithérapie-XXIe siècle ».
Les scientifiques universitaires participent activement à la mise en œuvre de programmes scientifiques fédéraux, sectoriels, régionaux, d'oblasts et municipaux sur les problèmes médicaux et sociaux d'actualité. Y compris étudier la santé de la population selon la méthodologie de l'OMS, protéger la population des conséquences de l'accident de Tchernobyl, évaluer l'impact des facteurs néfastes sur l'appareil génétique (dispositifs "Chromoscan", "Chromoscan-2"), l'activité fonctionnelle de la glande thyroïde chez l'enfant («ЭКОЩИТ», éco-bouclier), apporter une assistance médicale et sociale aux combattants, prévenir l'hypertension artérielle, lutter contre la toxicomanie, optimiser les soins médicaux hospitaliers dans les conditions de l'assurance maladie obligatoire, etc.
Le personnel universitaire participe à la mise en œuvre du programme de l'Alliance mondiale contre les maladies respiratoires chroniques (GARD) de l'Organisation mondiale de la santé qui est réalisé en collaboration avec l'Institut de recherche en pneumologie du ministère de la santé et du développement social de la fédération de Russie.
Pour accroître l'efficacité de la recherche scientifique, des accords de coopération scientifique et technique ont été conclus avec un certain nombre d'organisations, notamment le Laboratoire des problèmes pour l'étude des médicaments (Moscou), l'usine d'instruments Elatom, NPO Biotech, LLC Polymorph (Moscou) , des entreprises "MEDEL", "Ferraris", "Micro Medical Ltd.", et d'autres traitements développés par le personnel universitaire.
Actuellement, l'université compte trois conseils de thèse pour la soutenance de thèses de doctorat et de master dans les spécialités suivantes : 1) maladies internes ; opération; 2) physiologie ; biochimie; 3) hygiène ; santé publique et soins de santé.
Depuis 1993, l'université publie la revue Bulletin médical et biologique russe nommé d'après l'académicien I.P. Pavlov («Российский медико-биологический вестник имени академика И. П. Павлова», quatre numéros par an) qui figure dans la liste des publications recommandées par la Commission d'attestation supérieure de Russie pour la publication des principaux résultats. de mémoires pour le grade de docteur et d'aspirant ès sciences en sciences médicales, biologiques et psychologiques.
L'université est autorisée à fournir des soins ambulatoires à la population dans dix-neuf spécialités et est inscrite au registre des organisations du Roszdravnadzor qui peuvent mener des essais cliniques et précliniques de médicaments.

## Musée
Le 4 septembre 2012, l'université a ouvert un musée consacré à l'histoire de l'université. On y trouve des photographies historiques, des documents, des livres, des objets personnels des premiers collaborateurs de l'établissement.